# روباه پرنده سرخاکستری

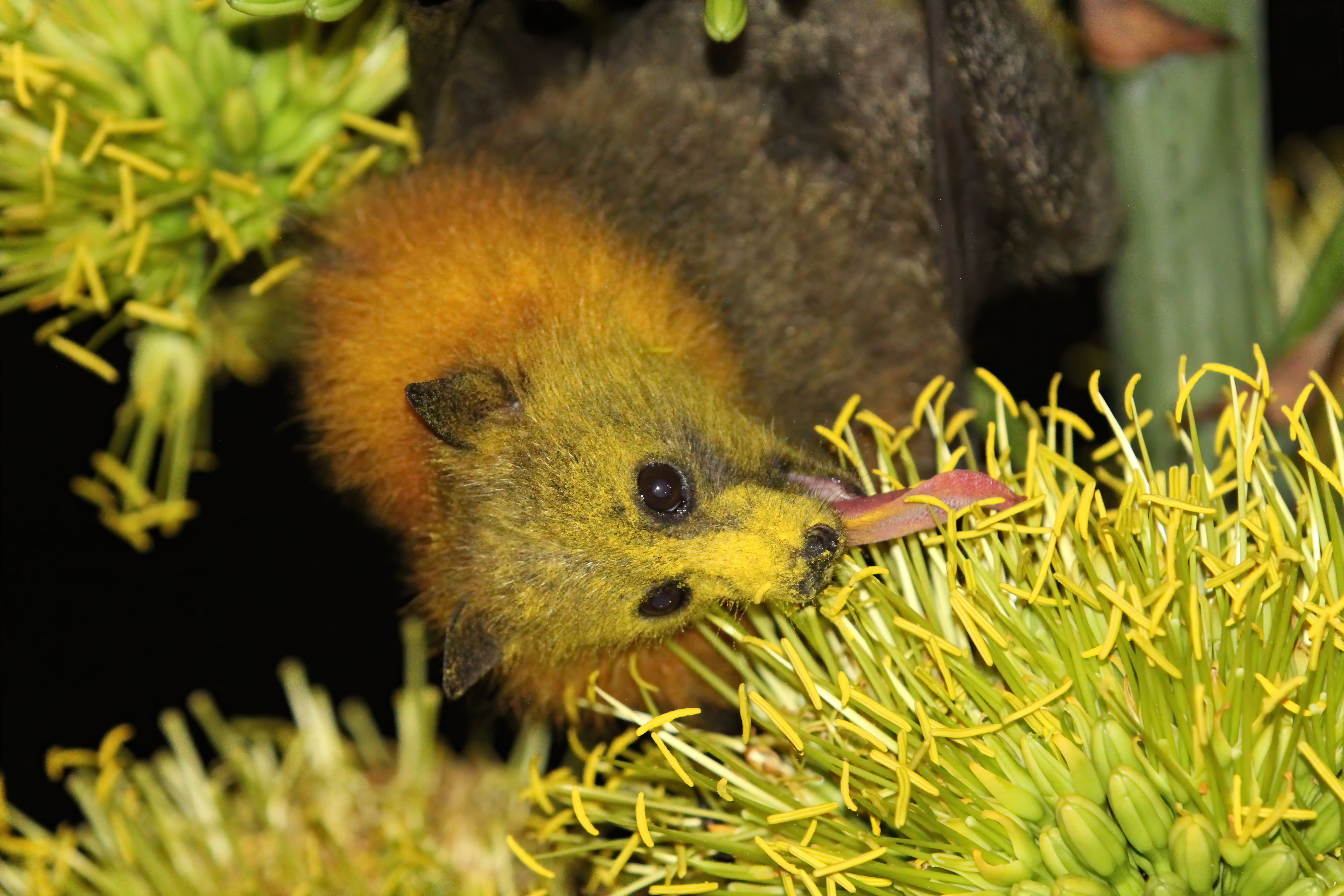
تغذیه از شهد گیاهی.

روباه پرنده سرخاکستری (نام علمی: Pteropus poliocephalus)، یک خفاش میوه‌خوار بومی استرالیا است. این گونه در سرزمین اصلی استرالیا با سه عضو دیگر از سردهٔ روباه پرنده مشترک است: P. scapulatus قرمز کوچک، روباه پرنده عینکی، و خفاش میوه‌خوار سیاه. روباه پرنده سرخاکستری بزرگترین خفاش استرالیا است.

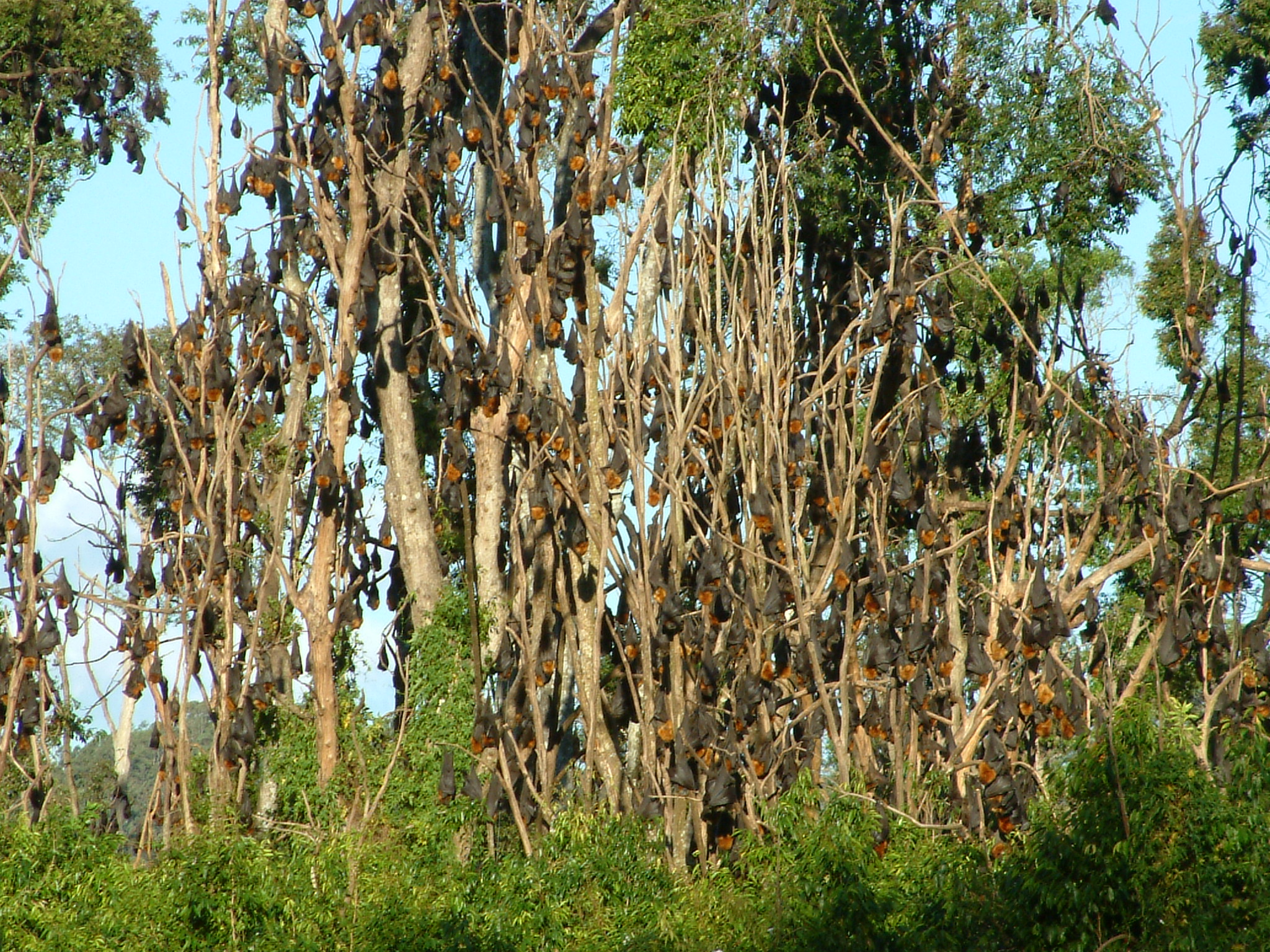
کلنی روباه پرنده سرخاکستری